# Moana Ferré
 (mars 2014).
Si vous disposez d'ouvrages ou d'articles de référence ou si vous connaissez des sites web de qualité traitant du thème abordé ici, merci de compléter l'article en donnant les références utiles à sa vérifiabilité et en les liant à la section « Notes et références ».
Pour les articles homonymes, voir Moana.
Moana Ferré est une comédienne française née à Paris.

## Biographie
Moana Ferré a été formée au Cours Florent, au Studio Alain de Bock, aux Ateliers du Sapajou puis au Théâtre du Rond-Point sous la direction de Marcel Maréchal. Elle apprend son métier, grâce à l’enseignement pluridisciplinaire qu’elle y reçoit, regroupant art dramatique, chant, danse, acrobatie...Elle complète sa formation en effectuant plusieurs stages tels Yoshi Oida – Clémence Massard – Philippe Adrien - Sydney Pollack– Jordan Beswick (en anglais) – Robert McKee (en anglais) – Scott Williams (en anglais).
C’est au Théâtre du Rond-Point qu’elle commence sa carrière, interprétant Héléna dans Le Songe d’une nuit d’été de William Shakespeare (mise en scène Jean-Louis Jacopin), puis Anna Petrovna d'après Anton Tchekhov (mise en scène Hervé Dubourjal) et Mathilde dans La Famille tuyau de poêle de Jacques Prévert (mise en scène François Bourgeat). Remarquée à cette occasion, elle est choisie pour jouer Électre au Théâtre de Ménilmontant. Elle a par la suite interprété le rôle de Viola dans La Nuit des rois de William Shakespeare (mise en scène Ludovic Pacot-Grivel) au Globe Theater de Neuss ainsi qu'au théâtre du Lucernaire à Paris, au festival d'Avignon et au Théâtre Aimé Césaire en Martinique. Voyant jouer Moana Ferré dans sa pièce Vie de Mathilde Sincy (mise en scène René Albold), l'auteure, Dominique Chryssoulis, lui a écrit le monologue Anamrhart, publié aux éditions Le Manuscrit.
Elle a lu avec Michael Lonsdale des textes de Jean Tardieu au Théâtre du Conservatoire de Paris et au château de la Roche-Guyon, ainsi que des textes de René de Obaldia avec Nicolas Vaude au Théâtre du Ranelagh.
Elle a créé un spectacle chant et poésie au Théâtre du Châtelet dans le cadre des concerts-tea dans lequel elle a joué avec le ténor Thomas Blondelle, accompagné au piano par David Zobel. Le théâtre d'Autun en Bourgogne l'a prise en création pour le spectacle Poulenc, une vie de poèmes dont elle a aussi fait l'adaptation (mise en scène Gersende Michel), avec le baryton Arnaud Guillou, accompagné au piano par Emmanuel Olivier,.
Elle vient de jouer le rôle d'Andromaque, mise en scène par Anthony Magnier, en tournée et au théâtre de l'Oulle à Avignon,,.
Elle a joué aussi plusieurs rôles au cinéma ainsi qu'à la télévision sous la direction entre autres de Radu Mihaileanu, Robert William Young, Catherine Breillat, Gilles Verdiani, Samuel Tasinaje, Martin Valente, Lucien Jean-Baptiste, Nina Companeez...
Elle vient de terminer le tournage du long-métrage Méprises de Bernard Declercq (adapté de "Côté jardin d'Alain Monnier) dans lequel elle tient le premier rôle aux côtés de Pascal Greggory, Fabrizio Rongione, Benjamin Ramon et Nicolas Vaude,,,,,,,.

## Théâtre
- 1996: Charlotte et Valentin, de Daniel Colmar, mise en scène Médéric Ory - Théâtre Les Déchargeurs (Paris)
- 1997: Le Songe d'une nuit d'été, William Shakespeare, mise en scène Jean-Louis Jacopin - Théâtre du Rond-Point (Paris)
- 1997: Anna Petrovna, d'après Anton Tchekhov, mise en scène Hervé Dubourjal - Théâtre du Rond-Point (Paris)
- 1998: La Famille Tuyau de Poêle, de Jacques Prévert, mise François Bourgeat - Théâtre du Rond-Point (Paris)
- 2000: Massagine, de Hamma Méliani, mise en scène Jacques Zabor – Théâtre d'Asnières
- 2001: Électre, de Jean Giraudoux, mise en scène Florian Sitbon – Théâtre de Ménilmontant
- 2002: Le balladin du monde occidental, de John M. Synge, mise en scène Guy-Pierre Couleau – Théâtre du Lavoir Moderne (Paris) - Tournée
- 2003/ 2004: La nuit des rois, William Shakespeare, mise en scène Ludovic Pacot-Grivel – Théâtre du Lucernaire (Paris) – Festival d’Avignon – Tournée internationale
- 2005: La boîte en coquillages, de Philippe Beheydt, mise en scène Gersende Michel – Petit Théâtre de Paris – Festival d’Avignon
- 2006: Plus vraie que nature, de Martial Courcier – mise en scène Didier Caron  – Tournée internationale
- 2007: Catherine de Sienne, Adaptation et mise en scène Francesco Agnello  – Festival d’Avignon
- 2008: Vie de Mathilde Sincy, de Dominique Chryssoulis, mise en scène  René Albold – Théâtre de l'Opprimé ( Paris) – Tournée
- 2009/ * 2010: Los Demonios, de Valérie Boronad, mise en scène : Philippe Boronad – 20e Théâtre (Paris) - Tournée
- 2011: Pièces de Jean Tardieu, Avec Michael Lonsdale – château de la Roche-Guyon – Auditorium de l’Hôtel de Ville (Paris) - Théâtre du Conservatoire de Paris
- 2011: Ads, de Moana Ferré, mise en scène Richard Maxwell – Théâtre Montevidéo à Marseille
- 2012: Génousie, de René de Obaldia, mise en scène  Nicolas Vaude – Théâtre du Ranelagh (Paris)
- 2012: Duo chant/poésie, Adaptation Moana Ferré, mise en scène Gersende Michel - Théâtre du Châtelet (Paris)
- 2013: 1 Riche 3 Pauvres, de Louis Calaferte, mise en scène Iwan Lambert – Théâtre de Ménilmontant (Paris)
- 2013: Poulenc, une vie de poèmes, Adaptation Moana Ferré, mise en scène : Gersende Michel – Théâtre d’Autun (Bourgogne) [8],[9]
- 2015: Andromaque, de Racine, mise en scène Anthony Magnier - Tournée, Théâtre de l'Oulle à Avignon [10],[11],[12]

## Filmographie

### Cinéma

#### Longs métrages
- 1992 : La Belle histoire de Claude Lelouch
- 2006 : Bye Bye Harry ! de Robert Young : Claudine
- 2006 : Ne le dis à personne de Guillaume Canet
- 2007 : Pur week-end d'Olivier Doran : l'hôtesse de l'air
- 2008 : Fragile(s) de Martin Valente : Emma
- 2012 : La Stratégie de la poussette de Clément Michel
- 2013 : 9 mois ferme d'Albert Dupontel : Marie Besnard
- 2014 : Réception (Save the Date) de Gilles Verdiani : Lucrèce Bourgeois [21],[22],[23]
- 2016 : Il a déjà tes yeux de Lucien Jean-Baptiste : l'infirmière
- 2018 : Méprises de Bernard Declercq : Françoise [13],[14],[15],[16],[17],[18],[19],[20],[24]
- 2022 : Maigret de Patrice Leconte : la femme au salon de Maggy Rouff
- 2022 : Ténor de Claude Zidi Jr : Diane
- 2023 : Chez soi de Hervé Faula

#### Courts métrages
- 1999 : Torride de Laurent Deboise : la femme
- 2000 : Le Zaïr de Massimo Volta
- 2002 : Mémoire assassine de Renaud Ducoing
- 2003 : Farceurs de David Aimedieu
- 2005 : Merci Mademoiselle de Laurent Gérard et Charles Meurisse
- 2009 : "Ô" de Dzoan Ngyen Tran
- 2010 : Strike de Saadi Belgaid
- 2012 : Avant le changement d'équipe de Valérie Bert
- 2013 : Je t'aime de Saadi Belgaid
- 2013 : Fin de soirée de Lili Castille et Raphaël Girszyn
- 2015 : Fanette de Sébastien Chamaillard
- 2019 : Buck d'Anne Cissé : la mère de J-Buck

### Télévision
- 2002 : Les Pygmées de Carlo de Radu Mihaileanu (téléfilm)
- 2003 : Et toc ! de Samuel Tasinaje et Martin Valente, 4 épisodes (série télévisée)
- 2005 : On ne prête qu'aux riches d'Arnaud Sélignac (téléflim)
- 2006 : Homicides, épisode Dame de cœur de Christophe Barraud (série télévisée) : Déclia Cambarro
- 2006 : How to Kill a Dead Soul de Christophe Barraud (court métrage télévisé)
- 2010 : La Belle endormie de Catherine Breillat (téléfilm) : la Destinée
- 2012 : La Mystérieuse patiente d'Olivier Abid
- 2012 : Christine de Suède de David Perrier (télévision)
- 2013 : Désir d’enfants d'Olivier Ruan
- 2014 : Le Jour où tout a basculé, épisode À la recherche de mon passé de Gilles Maillard (série télévisée) : Julia
- 2014 : Le Général du roi de Nina Companeez (téléfilm)
- 2016 : En famille de Clément Michel (série télévisée)
- 2017 : Le Bureau des légendes, saison 3, épisode 10 réalisé par Hélier Cisterne (série télévisée) : hôtesse de l'air du Mossad SMS
- 2023 : Les Siffleurs (téléfilm) de Nathalie Marchak : Karine, la galeriste
- 2024 : Ourika (série télévisée) de Julien Despaux : la journaliste d'Octris

### Documentaire
- 2012 : Rencontre avec Michael Lonsdale de Noël Alpi (téléfilm) [25]